# 曹鑒
曹鉴（？—225年），魏文帝曹丕的儿子。母朱氏，封为淑媛。

## 生平
黄初六年（225年），立为东武阳王。当年薨逝。青龍三年（235年），其兄曹睿赐曹鉴谥号怀王。曹鉴没有儿子，东武阳国除。

## 延伸阅读
[在维基数据编辑]
 《三國志·卷20》，出自陳壽《三國志》